# 岡田康志 (野球)
岡田 康志（おかだ やすし、1961年〈昭和36年〉4月6日 - ）は、徳島県出身の高校野球指導者。徳島県立池田高等学校の名物監督として知られた蔦文也のもとで選手とコーチを経験し、蔦を引き継いで同高や徳島県立穴吹高等学校で監督を務めた。

## 経歴
吉野川市立鴨島第一中学校卒業後に進学した徳島県立池田高等学校では野球部に所属し、蔦文也監督のもとで3年時より主将を務めた。主力捕手として1979年の春夏甲子園に連続出場。夏の大会では準優勝を果たした。
筑波大学に進学し、卒業後は保健体育教諭となる。母校の池田高校に赴任し、監督・蔦のもとで野球部コーチを務めた。1991年には蔦の代理監督として夏の甲子園大会で采配を振った。翌1992年4月からは蔦の後任として正式に監督に就任。同年の夏の甲子園大会にも出場し、8強入りを果たした。
1998年からは徳島県立穴吹高等学校に赴任。2010年まで同校野球部監督を務めた。
2010年4月より池田高校の野球部監督に復帰。2014年、春の甲子園への出場を果たし、春夏合わせて同高にとって実に22年ぶりの甲子園大会出場となった。同年、日本高等学校野球連盟より育成功労賞を受賞。
2016年4月からは井上力が監督に就任し、岡田は野球部の部長を務めている。

## 人物
指導者としては、選手の自主性を尊重した指導を心掛けている。
恩師である蔦文也が2001年に没した翌年からは、同じく蔦の教え子だった高校野球指導者の矢川雅英、和田哲幸、井上力、住吉圭吾と共に各人が指導するチーム同士での追悼試合を毎年行っていた。

## 著書
- 『甲子園に響いた新やまびこ打線 ― 池田高に受け継がれる蔦野球の魂』ベースボールマガジン社、2014年7月。ISBN 9784583107066。